# Vita (rapper)
LaVita Gwendolyn Raynor  (sinh ngày 27 tháng 1 năm 1976) được gọi đơn giản là Vita, là một rapper, nhà thiết kế đồ lót và diễn viên người Mỹ. Cô được biết đến nhất là một nữ diễn viên cho chơi DMX's side chick Kionna trong năm 1998 bộ phim Belly. Là một rapper, cô được biết đến khi xuất hiện trong các bài hát: Lapdance của NERD, Put It on Me của Ja Rule và Down 4 U của Irv Gotti. Em gái của cô là Kima Raynor của Total. Trong năm 2014, Vita đã được đưa vào danh sách Billboard ' của "31 Nữ rapper Ai Changed Hip-Hop".

## Sự nghiệp
Raynor có một vai nhỏ trong bộ phim Belly năm 1998 là một cô gái 16 tuổi tên Kionna, một trong những bạn gái của Tommy. Cùng năm đó, cô cũng xuất hiện trong video bài hát "chia tay 2 make up" của Phương thức Man và D'Angelo, đóng vai bạn gái của các nhà tạo mẫu. Raynor đã được ký kết là đệ nhất phu nhân của Murder Inc.. Cô xuất hiện với tư cách ca sĩ khách mời trong nhiều bài hát, bao gồm cả " Irv Gotti Presents The Inc " trong các bài hát " Down 4 U " và "Here We Come" và thu âm album của riêng cô, La Dolce Vita, tuy nhiên nó không bao giờ được phát hành, với đĩa đơn đầu tiên "Justify My Love" không gây được sự chú ý. Madonna đóng cửa cô ấy để làm cho cô ấy làm lại bản gốc, khi cô ấy ghi lại một phiên bản với phần rap của mình, nhưng Madonna không xóa phiên bản với phần rap. Nhãn sau đó không còn tồn tại và Vita mờ dần đi. Album đầu tay của cô sau đó đã được phát hành trên DatPiff. Cô đã trở lại vào năm 2012 với mixtape, Pre-cumm, một danh hiệu được trao cho "giá trị sốc thuần túy"; cô ấy cũng làm việc để sản xuất một dòng đồ lót. Năm 2017 cô đã phát hành các bài hát và video khác nhau cùng với rapper châu Âu CHG Unadable.

## Danh sách đĩa hát

### Hỗn hợp
| Tựa đề   | Chi tiết album                                                                                   |
| -------- | ------------------------------------------------------------------------------------------------ |
| Pre-cumm | - Phát hành: ngày 8 tháng 5 năm 2012 - Nhãn: Hồ sơ giết người - Định dạng: Tải xuống kỹ thuật số |

## Đóng phim
| Năm  | Tựa đề            | Vai trò    |
| ---- | ----------------- | ---------- |
| 1998 | Belly             | Kionna     |
| 2005 | Màu xanh Sombrero | Thiên thần |